# Sant Francesc de Formentera
Sant Francesc de Formentera és la capital i la vila principal de Formentera, seu del Consell Insular i dels principals serveis de l'illa. Forma una de les tres parròquies de Formentera i el poble està situat a la vénda de sa Miranda - Cala Saona. 

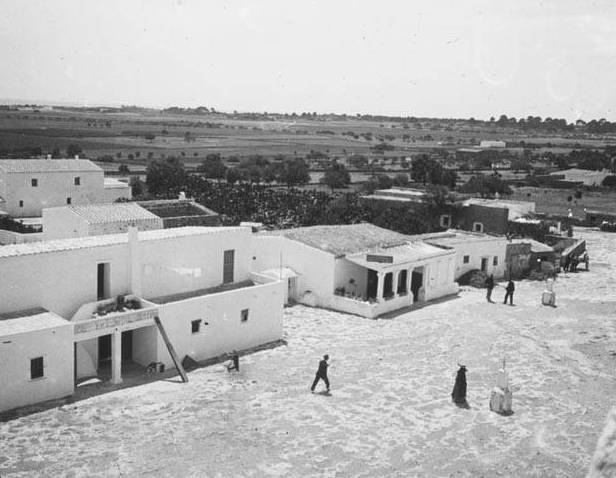
El carrer principal de Sant Francesc de Formentera el 1912

El poble tenia 987 habitants en el padró del 2007, però la majoria de població és disseminada. La parròquia inclou els nuclis de la Savina i ses Bardetes, i les véndes des Brolls, es Ca Marí –Migjorn, es Cap de Barbaria, sa Miranda– Cala Saona, es Pi des Català, Can Parra, es Mal Pas i  Portossalè. El conjunt de la parròquia té 4.500 habitants.
Després del repoblament de principis del segle xviii, la població es va establir al voltant de l'antiga capella de sa Tanca Vella i es va construir un nou temple que a la vegada servia de fortalesa per refugiar-se. Fou inaugurat el 15 de maig del 1726 i dedicat a Sant Francesc Xavier. A l'entorn de l'església es van construir les primeres cases del que s'anomenava Poble de Formentera.
Prop de Sant Francesc, en un monticle pedregós camí de Porto-salè, es troben els molins fariners de sa Miranda. Des dels molins es té una àmplia panoràmica on se succeeixen estanys, braços de terra i mar: l'estany des Peix, l'estany Pudent, es Pujols, ses Salines, es Trucadors.

## Entitats de població
| Entitat de població             | Habitants (2007) |
| ------------------------------- | ---------------- |
| Ses Bardetes (nucli)            | 293              |
| Es Cap de Barbaria (disseminat) | 1.210            |
| Sant Francesc (nucli)           | 987              |
| Sant Francesc (disseminat)      | 1.476            |
| La Savina (nucli)               | 534              |
| Font: Idescat                   |                  |

## Llocs d'interès
- Església de Sant Francesc Xavier, segle xviii.
- Capella de sa Tanca Vella.
- Molins de sa Miranda
- Museu Etnològic de Formentera
- Bar Centro, la Fonda Platé, Can Manolo: Durant els segles xviii i xix, els pobladors formenterers s'anaren repartint de manera homogènia al llarg del territori. Construïen cases aïllades dins les porcions de terra que se'ls havien proporcionat. No és fins al final del segle xix i l'inici del XX quan es comencen a consolidar, d'una manera més clara, nuclis d'habitatges entorn de les principals esglésies i dels seus camins d'accés. D'aquesta manera, les construccions començaren a planificar-se amb un plantejament més urbà, alineades amb els antics camins, que acabarien convertint-se en els principals carrers dels nuclis. Aquest fet implicava canvis en les orientacions tradicionals, que en els habitatges rurals era sempre cap al sud o el sud-est. Els nous edificis de les dècades de 1920 i 1930, orientats sempre cap als vials d'accés, es caracteritzaven per tenir les obertures més grans i decorades amb sanefes, que moltes vegades es pintaven amb colors com blau o marró. Són exemples representatius d'aquesta època el Bar Centro, la Fonda Platé o can Manolo, tots ells a Sant Francesc Xavier.[4]
- Biblioteca Internacional de Formentera.[5]A la Biblioteca Municipal de Formentera[6] es guarda un bon nombre de volums del que fou la 'Casa de llibres', fundada per Bob Baldon a Sant Ferran,[7] posteriorment reconvertida en Biblioteca Internacional. Tot i el seu valor, qüestionat a nivell de contingut, aquest fons té un valor històric important respecte a l'època daurada de l'anomenada cultura hippie a Eivissa i Formentera.[8]

### Dates destacades
- 25 de juliol, festa de Sant Jaume, patró de Formentera.
- 3 de desembre, festa de Sant Francesc Xavier.